# Кузьміна (гміна)
Ґміна Кузьміна (пол. Gmina Kuźmina) — колишня (1934—1939 рр.) сільська ґміна Добромильського повіту Львівського воєводства Польської республіки (1918—1939) рр. Центром ґміни було село Кузьміна.

1 серпня 1934 р. було створено ґміну Кузьміна в Добромильському повіті. До неї увійшли сільські громади: Крецув, Кузьміна, Ляхава, Лєщава Ґурна, Лєщавка, Розтока і Розпуцє.
У середині вересня 1939 року німці окупували територію ґміни, однак уже 26 вересня 1939 року мусіли відступити, оскільки за пактом Ріббентропа-Молотова вона належала до радянської зони впливу. За кілька місяців територія ввійшла до Бірчанського району Дрогобицької області. Наприкінці червня 1941, з початком Радянсько-німецької війни, територія знову була окупована німцями. В серпні 1944 року радянські війська знову оволоділи цією територією. В березні 1945 року територія віддана Польщі. Основна маса місцевого українського населення була насильно переселена в СРСР в 1944-1946 р., решта під час операції «Вісла» в 1947 р. депортована на понімецькі землі.